# Compsocryptus fletcheri
Compsocryptus fletcheri är en stekelart som först beskrevs av Léon Abel Provancher 1888.  Compsocryptus fletcheri ingår i släktet Compsocryptus och familjen brokparasitsteklar. Inga underarter finns listade i Catalogue of Life.